# Lennie Bluett
Lennie Bluett (Los Angeles, Califòrnia, 21 de gener de 1919 - Ibídem, 1 de gener de 2016) va ser un actor de cinema, pianista, ballarí i cantant estatunidenc. La seva mare era la cuinera de Humphrey Bogart. A l'edat de 16 anys Bluett va començar a tocar el piano en les festes de Bogart.
Va formar un grup amb els seus amics anomenat "Four Dreamers". Nat King Cole solia tocar amb el grup. Lennie va interpretar a un soldat en Allò que el vent s'endugué en 1939. La seva carrera va consistir en petits papers a causa de les limitades oportunitats que hi havia pels afroamericans en aquest temps. Es va traslladar a Vancouver amb la finalitat d'evitar ser reclutat en la Segona Guerra Mundial, i va tornar després. Va morir l'1 de gener de 2016 als 96 anys a Los Angeles.